# The Marvelettes

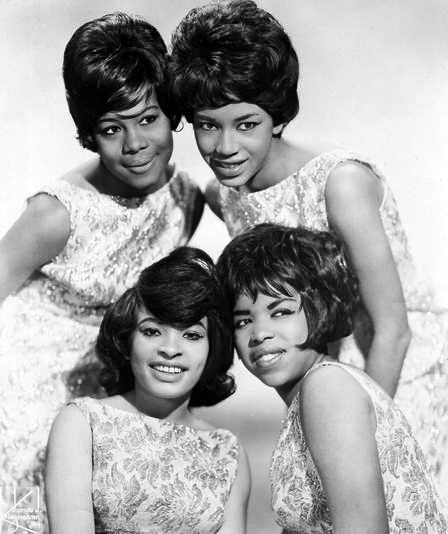
The Marvelettes in 1963: Gladys Horton (links boven), Katherine Anderson (rechts boven), Wanda Young (links onder), Georgeanna Tillman (rechts onder)

The Marvelettes was een Amerikaanse meiden-zanggroep uit Detroit, Michigan. Ze stonden onder contract bij het platenlabel Motown in Detroit en waren de eersten bij het label die een #1 hit scoorden. Ze golden ook als het voorbeeldgroep voor latere succesvolle meidengroepen als Martha & The Vandellas en The Supremes. In 2004 werd de groep geïntroduceerd in de Vocal Group Hall of Fame

## Het begin
De basis voor de Marvelettes werd gelegd in 1960, toen Gladys Horton voor een talentenjacht op haar school een zanggroep vormde met Katherine Anderson, Georgia Dobbins die leadzangeres werd, Wyanetta Cowart en Georgeanna Tillman. Ze noemden zich aanvankelijk "The Casinyets", wat stond voor "Can't sing yet" (Kunnen nog niet zingen), maar al snel veranderden ze hun naam in "The Marvels". Ze deden mee met een nummer geschreven door Dobbins, Come To Me. De artiesten die bij de eerste drie eindigden mochten auditie doen bij Motown. The Marvels eindigden als vierde, maar hun lerares lukte het om hen ook auditie te laten doen bij Motown.
Eenmaal bij Motown deden ze auditie voor de songwriters Robert Bateman en Brian Holland, die later deel uit zou maken van het gerenommeerde songwriterstrio Holland-Dozier-Holland. De twee vonden de groep goed genoeg, maar Motown-baas Berry Gordy liet ze een tweede auditie doen met origineler materiaal. Georgia Dobbins kende de songwriter William Garrett, wiens nummer Please Mr. Postman zij uitkoos voor de auditie. Dobbins veranderde de tekst en melodie ingrijpend en kreeg een deel van de auteursrechten van Garrett.
Ten tijde van de auditie stopte Dobbins met de groep om te kunnen zorgen voor haar moeder. The Marvels vonden een opvolger in de persoon van Wanda Young, terwijl Horton de nieuwe leadzangeres werd. Bij de auditie was de Motown-staf zo enthousiast dat deze het nummer meteen op wilde nemen. De naam van de groep werd door Berry Gordy veranderd in "The Marvelettes". Terwijl de dames zich voorbereidden op de opnames kregen ze behulpzaam advies van Mary Wilson en Florence Ballard van The Supremes. Dat werd niet op prijs gesteld door de derde Supreme Diana Ross, die vreesde dat The Marvelettes de plek van The Supremes wilden innemen als eerste meidengroep van Motown.

## Eerste succes
Toen Please Mr. Postman in 1961 uitgebracht werd leek het in eerste instantie geen succes te worden. Het kwam de Billboard Hot 100 binnen op #79 en viel de week daarna zelfs terug naar #81. Na de slechte start bleef het echter klimmen. Na veertien weken kwam het op #1. Hierdoor was dit liedje niet alleen de eerste hit voor The Marvelettes, maar ook die van het hele bedrijf Motown. Het haalde ook de #1 positie op de R&B lijst. Please Mr. Postman werd later gecoverd door The Beatles. Motown probeerde het succes te herhalen met een soortgelijk nummer, het bluesy Twistin' Postman, maar dit kwam niet verder dan #34 op de poplijst. Toch kregen The Marvelettes grote aantallen fans, vooral na hun grote hits Playboy en Beechwood 4-578, waardoor ze ook albums mochten opnemen.

## Moeite met doorgroeien
Na hun snelle succes hadden The Marvelettes enige tijd geen hits meer, juist toen Motown internationaal groot begon te worden. Hierdoor verschoof de aandacht van The Marvelettes naar Martha & The Vandellas en The Supremes. Toen in 1964 ook nog de "Britse invasie" plaatsvond, waarbij veel Britse bands succes in de VS hadden, werd het voor The Marvelettes nog moeilijker om hits te scoren. Lamont Dozier bood Gladys Horton het nummer Where Did Our Love Go aan, maar ze vond dat het niet bij de groep paste. Ze gaf de voorkeur aan Too Many Fish In The Sea en daarna ging Where Did Our Love Go naar The Supremes met als leadzangeres Diana Ross. Toen die erachter kwam dat ze de afdankertjes van The Marvelettes moest zingen, verslechterde de relatie tussen Horton en Ross verder. Het afwijzen van Where Did Our Love Go bleek de grootste fout uit de carrière van The Marvelettes te zijn, want The Supremes kregen er een #1 mee, terwijl Too Many Fish In The Sea bleef haken op #25.
In 1962 had een van de oprichters, Wyanetta Cowart (ook Juanita genoemd), de groep verlaten vanwege depressies. In 1965 moest nog een van de oprichters, Georgeanna Tillman, stoppen wegens ziekte. Hierdoor bleef de groep als trio over. Vijftien jaar later overleed Tillman aan sikkelcelanemie.
Na het kleine succes van Too Many Fish In The Sea ging het weer niet goed met The Marvelettes. Om het hoofd boven water te houden brachten ze een live-album, een "greatest hits" album en het album The Marvelettes uit. Hoewel die redelijk succesvol waren, hadden ook de hiervan getrokken singles weinig succes.

## Comeback en het definitieve einde
Smokey Robinson, Motowns vicepresident, songwriter en leadzanger van The Miracles, was onder de indruk van het talent van The Marvelettes, vooral de stem van Wanda Young. Hij schreef Don't Mess With Bill en liet het opnemen met Wanda Young als leadzangeres. Het werd een hit met een #7 positie op de poplijst en #3 op de R&B lijst. Door dit succes kreeg Young meer leadpartijen in plaats van Horton.
Na het succes van Don't Mess With Bill had de groep nog meer hits met The Hunter Gets Captured By The Game en My Baby Must Be A Magician, maar toch voelden The Marvelettes zich niet erkend door Motown-eigenaar Berry Gordy, die bij een wedstrijdje poker de naam van de groep had vergokt. In 1968 verliet Horton de groep om te trouwen. Ze werd vervangen door Ann Bogan, die ook lead ging zingen. Tegen die tijd kregen The Marvelettes minder hits en in 1969 besloten ze ermee te stoppen. Een jaar later kwam toch een nieuwe plaat uit, The Return Of The Marvelettes. Op de cover staan drie vrouwen op paarden. Duidelijk te herkennen is het gezicht van Wanda Young, maar de andere twee waren leden van The Delicates, die later The Undisputed Truth werden. Wanda Young was ook de enige Marvelette die zong op dit album. De achtergrondvocalen werden gezongen door The Andantes, de vaste studiozangeressen van Motown, die soms ook in plaats van de 'echte' Supremes of Vandellas te horen waren. Dit album en de singles erop bleken geen succes te zijn en toen besloten The Marvelettes officieel te stoppen.

## Overleden
- Georgeanna Marie Tillman Gordon (6 februari 1944), zangeres 1960-1965, overleed op 6 januari 1980
- Gladys Catherine Horton (30 mei 1945), leadzangeres 1960-1967, overleed op 26 januari 2011
- Georgia Dobbins Davis (5 mei 1942), leadzangeres 1960-1961, overleed op 18 september 2020
- Wanda LaFaye Young Rogers (9 augustus 1943), leadzangeres 1961-1971, overleed op 15 december 2021[1]
- Katherine Elaine Anderson Schaffner (17 januari 1944), zangeres 1960-1969, overleed op 21 september 2023.[2]

In september 2023 waren twee Marvelettes nog in leven:
- Ann Victoria Bogan (17 maart 1941), leadzangeres 1967-1969
- Wyanetta Cowart Motley (8 januari 1944), zangeres 1960-1963.

## Discografie
| Jaar  | Nummer                                 | Poplijst | R&B lijst |
| ----- | -------------------------------------- | -------- | --------- |
| 1961: | "Please Mr. Postman"                   | #1       | #1        |
| 1961: | "Twistin' Postman"                     | #34      | #13       |
| 1962: | "Playboy"                              | #7       | #4        |
| 1962: | "Beechwood 4-5789                      | #17      | #7        |
| 1962: | "Someday, Someway"                     | -        | #8        |
| 1962: | "Strange, I Know"                      | #49      | #10       |
| 1963: | "Locking Up My Heart"                  | #44      | #25       |
| 1963: | "Forever"                              | #78      | #24       |
| 1963: | "My Daddy Knows Best"                  | #67      | -         |
| 1963: | "As Long As I Know He's Mine"          | #47      | -         |
| 1964: | "He's A Good Guy (Yes He Is)"          | #55      | -         |
| 1964: | "You're My Remedy"                     | #48      | -         |
| 1964: | "Too Many Fish In The Sea"             | #25      | #15       |
| 1965: | "I'll Keep Holding On"                 | #34      | #11       |
| 1965: | "Danger! Heartbreak Dead Ahead"        | #61      | #11       |
| 1965: | "Don't Mess With Bill"                 | #7       | #3        |
| 1966: | "You're The One"                       | #48      | #20       |
| 1967: | "The Hunter Gets Captured By The Game" | #13      | #2        |
| 1967: | "When You're Young And In Love"        | #23      | #9        |
| 1968: | "My Baby Must Be A Magician"           | #17      | #8        |
| 1968: | "Here I Am Baby"                       | #44      | #14       |
| 1968: | "Destination: Anywhere                 | #63      | #28       |
| 1969: | "I'm Gonna Hold On As Long As I Can"   | #76      | -         |
| 1969: | "That's How Heartaches Are Made"       | #97      | -         |